# 丹尼尔·莫罗
丹尼尔·莫罗（西班牙語：Daniel Moro，1973年8月8日—），西班牙男子水球运动员。他曾代表西班牙参加2000年和2004年夏季奥林匹克运动会水球比赛，分别获得第四名和第六名。